# Fresko

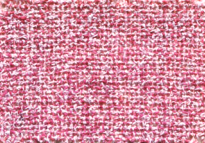
Vzorek bavlněného freska z roku 1933

Fresko je zrnitá, prodyšná tkanina s drsnějším omakem a s nízkou mačkavostí.
Vyrábí se v plátnové vazbě z česaných vlněných nebo směsových přízí (PES/WO) s vyšším zákrutem („fresko-zákrut“), dvojmo nebo trojmo skaných často z různobarevných nití (muliné).
Tkanina má obvykle dostavu 20x20 nití/cm, s hmotností 240–260 g/m2 na obleky, 150–200 g/m2 na dámské kostýmy a je opatřena tzv. hladkou úpravou (lehce zplstěná a postřihovaná).
Fresko se dá vyrábět také jako osnovní nebo zátažná pletenina
 (viz Holthaus).
Název fresko je odvozen z italského affresco označujícím fresku, nástěnnou malbu.